# أبورا
أبورا (بالفرنسية: Abora)‏ هو اسم مدينة قديمة للمقاطعة الرومانية أفريكا، وتقع اليوم في شمال تونس.
موقع المدينة ومقر الأبرشية، التي لم يحدد مكانها اليوم، منحت للمحافظة الكنسية لقرطاج.